# Sega Channel
Sega Channel var en onlinetjänst till Sega Mega Drive. Tjänsten introducerades i Japan i juni 1993 och i Nordamerika i december 1994. Tjänsten stängdes ner den 31 juli 1998.

### Fotnoter
1. ↑  ”Sega Channel To Offer Games Via Cable Tv” (på engelska). Sun Sentinel. 28 april 1993. Arkiverad från originalet den 13 december 2013. https://web.archive.org/web/20131213040029/http://articles.sun-sentinel.com/1993-04-28/business/9302080600_1_sega-channel-sega-cd-sega-genesis. Läst 18 maj 2015.
2. ↑  Adam Redsell (20 maj 2012). ”Sega a Soothsayer of the Games Industr” (på engelska). IGN. http://www.ign.com/articles/2012/05/20/sega-a-soothsayer-of-the-games-industry. Läst 18 maj 2015.